# She Belongs to Me
She Belongs to Me è un brano musicale composto ed eseguito dal cantautore statunitense Bob Dylan, incluso nell'album Bringing It All Back Home del 1965, e pubblicato su 45 giri come Lato B del singolo Subterranean Homesick Blues nello stesso anno. Fu una delle prime canzoni anti-sentimentali ed una delle prime dove Dylan tratteggi la figura di una "donna-strega" ammaliatrice. Si presume che il brano possa riferirsi a Joan Baez, oppure alla cantante Nico, o infine a Sara Lownds, la donna che Dylan avrebbe sposato nel novembre 1965.

## Il brano

### Registrazione
La versione della canzone inclusa in Bringing It All Back Home venne registrata nel pomeriggio del 14 gennaio 1965 con la produzione di Tom Wilson. Fu eseguita dalla rock band al completo che Bob utilizzò come supporto sulla prima facciata del disco, e contiene una parte di chitarra elettrica suonata da Bruce Langhorne.
Differenti versioni del brano furono registrate nel gennaio 1965 durante le sessioni di Bringing It All Back Home. Come anche Love Minus Zero/No Limit, She Belongs to Me venne incisa il 13 gennaio in versione acustica. Una outtake comprendente Dylan, Langhorne, e il bassista Bill Lee (secondo le note interne dell'album sarebbe stata registrata il 14 gennaio, ma il biografo di Dylan Clinton Heylin indica piuttosto il 13 gennaio) è stata pubblicata nel 2005 all'interno della compilation The Bootleg Series Vol. 7: No Direction Home: The Soundtrack. La traccia fu inoltre registrata nel corso della serata del 14 gennaio in una versione inedita per sole chitarra e basso. Infine, secondo altre fonti, esisterebbe un'altra outtake inedita della canzone proveniente dalle sessioni di Bringing It All Back Home, dove Dylan è accompagnato dal solo Langhorne alla chitarra, senza basso, batteria o altre chitarre.

### Significato
Il titolo della canzone è volutamente ironico. Sebbene intitolata She Belongs to Me ("Lei mi appartiene"), in realtà è chiaramente il cantante ad "appartenere" alla donna descritta nel brano, e non il contrario. Inoltre, la donna citata nella canzone non appartiene a nessuno, se non a se stessa, in quanto come dice il testo: «She's nobody's child, the law can't touch her at all» ("Lei non è la bimba di nessuno, nemmeno la legge può toccarla").
Le parole del testo descrivono come questa donna abbia costretto in schiavitù il proprio uomo, rendendolo però contemporaneamente "orgoglioso di servirla". Alcune strofe sembrano apparentemente far riferimento all'ex amante di Dylan, la cantante folk Joan Baez, in particolare la strofa circa la donna che porta un "anello egizio" al dito, poiché Dylan aveva in effetti regalato un anello di quel tipo alla Baez.  Altri velati riferimenti alla Baez potrebbero essere le frasi che definiscono la donna "un'artista" e una "antichità ambulante", che potrebbe essere un maligno riferimento al fatto che Joan Baez avrebbe voluto che Dylan continuasse a scrivere canzoni di protesta folk rimanendo ancorato al suo vecchio stile.
John Cale dei Velvet Underground ha dichiarato di aver sempre pensato che la canzone parlasse di Nico, con la quale Dylan era uscito qualche volta all'epoca della composizione del brano.
Un'ultima interpretazione alternativa vorrebbe la canzone essere un peana di Dylan alla sua musa, dipinta come irraggiungibile ma dominante. Secondo l'artista inglese, giornalista ed attivista politica Caroline Coon, la canzone sarebbe a lei dedicata.

### Stile musicale
Qualsiasi amarezza delle liriche viene stemperata dalla gentilezza con la quale Dylan canta e dalla delicatezza dell'accompagnamento. La struttura della traccia è quella di un canonico blues in 12 battute. Il critico musicale Robert Shelton descrisse il brano come una sorta di valzer rilassato, anche se non viene fatto uso di un tempo in 3/4 (tipico dei valzer) ma invece di un tempo rock classico in 4/4.

## Cover
Il brano è stato reinterpretato da svariati artisti, inclusi Barry McGuire, The Grateful Dead, The Flying Burrito Brothers, Tom Tom Club, Alain Bashung, Leon Russell, Harry Connick Jr., The Nice, Richard Shindell, Billy Preston, Buddy Greene, Lloyd Cole, Ricky Nelson, Neil Finn e Pajama Club, Buffalo Tom, Ane Brun, Ólöf Arnalds, Trish Murphy, Rosa Lux e The Rose Garden. Ne è stata inoltre tradotta una versione in francese da Francis Cabrel, con il titolo Elle m'appartient (C'est une artiste) nel suo album del 2008 Des roses et des orties. La versione country di Ricky Nelson fu un successo da Top 40 hit negli Stati Uniti.

## Riconoscimenti
Nel 2005, in un sondaggio dei lettori della rivista Mojo, She Belongs to Me è stata classificata alla posizione numero 98 nella lista delle migliori 100 canzoni di Bob Dylan. Nel 2002, la rivista specializzata Uncut classificò il brano al numero 14 in una classifica simile.